# Chirat-l'Église
Chirat-l'Église é uma comuna francesa na região administrativa de Auvérnia-Ródano-Alpes, no departamento Allier. Estende-se por uma área de 18,43 km². Em 2010 a comuna tinha 131 habitantes (densidade: 7,1 hab./km²).